# Dům Stettiner General-Anzeiger ve Štětíně
Dům Stettiner General-Anzeiger ve Štětíně je neexistující eklektický nájemní dům, který se nacházel na rohu dnešní ulice Opłotki a Nového trhu, ve staroměstské části Štětína, ve čtvrti Śródmieście.

## Historie
Nájemní dům byl postaven na konci 19. století podle projektu C. Kelma. Byl postaven na místě dvou starších budov: činžovního domu č. 3 obývaného obuvníkem Brünnleinem a činžovního domu č. 4, který vlastnil hostinský Müller. Nově postavený dům se stal sídlem redakce novin Stettiner General-Anzeiger, které založil Ewald Gentzensohn v roce 1848.
Během bombardování Štětína v letech 1943–1944 bylo zničené náměstí Rynek Nowy. Po válce, po roku 1954 byly ruiny nájemního domu Stettiner General-Anzeiger strženy a nahrazeny trávníkem. Teprve po roce 1995 byly na místě činžovního domu zahájeny stavební práce spojené s revitalizací starého města. Nebylo však rozhodnuto o obnovení původního vzhledu pozemku po nájemním domě Stettiner General-Anzeiger. Bylo obnoveno původní rozdělení parcely na dvě části a na parcele č. 3 byl postaven nový, postmoderní činžovní dům, jenž se všeobecně podobal bývalé redakci. V roce 2005 bylo sídlo redakce Głose Szczecińského přemístěno do nového činžovního domu.